# L’Échelle-Saint-Aurin
L’Échelle-Saint-Aurin település Franciaországban, Somme megyében. Lakosainak száma 45 fő (2022. január 1.). L’Échelle-Saint-Aurin Andechy, Armancourt, Dancourt-Popincourt, Marquivillers, Saint-Mard és Villers-lès-Roye községekkel határos.

## Népesség
A település népességének változása:
| Lakosok száma | 55   | 53   | 54   | 53   | 51   | 50   | 48   | 47   | 45   |
|               | 2013 | 2015 | 2016 | 2017 | 2018 | 2019 | 2020 | 2021 | 2022 |